# Domenico Fregoso
Domenico Fregoso (né en 1325 à Gênes et mort en 1390 dans la même ville), connu aussi sous le nom de Domenico Campofregoso, a été doge de Gênes du 13 août 1370 au 17 juin 1378. Il est destitué au début de la guerre de Chioggia.